# Primasova palača, Bratislava
Primasova palača (slovaško Primaciálny palác) je neoklasicistična palača v starem mestnem jedru Bratislave, glavnega mesta Slovaške. Gradili so jo od leta 1778 do 1781 za nadškofa Józsefa Batthyányja po načrtih arhitekta Melchiorja Hefeleja. Leta 1805 je bila dvorana ogledal v palači podpisana četrti Pressburški mir, ki je končal vojno tretje koalicije. Danes služi kot sedež župana Bratislave.

## Zgodovina
Tu je že od 13. stoletja rezidenca nadškofov s sosednjo hišno kapelo. V listini z dne 26. julija 1343 se na tem mestu omenja kapela, posvečena sv. Ladislavu. Že leta 1454 se omenja nova gradnja rezidence v gotskem slogu, katere ustanovitev pripisujejo nadškofu Dénesu Szécsiju.
Bitka pri Mohaču leta 1526 in kasnejša zasedba velikih delov Ogrskega kraljestva s strani Turkov sta močno vplivala na upravno strukturo države. Potem ko je Bratislava postala mesto kronanja madžarskih vladarjev in sedež zborov, se je tu naselil tudi najvišji cerkveni dostojanstvenik v državi - primas Ogrske in nadškof. Med turškimi vojnami okoli leta 1543 je sem moral pribežati nadškof iz Esztergoma.
Palača in njena najbolj znana dvorana, Dvorana zrcal, sta bili kraj podpisa četrtega Pressburškega miru, ki so ga podpisali Janez I. Jožef Lihtenštajnski, Ignácz Gyulay in Charles-Maurice de Talleyrand-Périgord leta 1805 po bitki pri Austerlitzu, ki je dejansko končala vojno tretje koalicije. Zaradi pressburškega miru je Sveto rimsko cesarstvo razpadlo in cesar Franc II. se je razglasil za avstrijskega cesarja Franca I.; na to danes spominja doprsni kip cesarja v rimskem slogu na stopnišču poleg Dvorane zrcal. Tu so potekale tudi otvoritvene seje ogrskega zbora, ki je zasedal v Univerzitetni knjižnici. István Széchenyi je ponudil svoj letni dohodek za ustanovitev Madžarske akademije znanosti. Tu je Ferdinand V. Ogrski promoviral prvo odgovorno ogrsko vlado (elsõ felelõs magyar höllöm) in podpisal Aprilske zakone, kjer so bili prisotni tudi ogrski ministriLajos Batthyány, Lajos Kossuth, Bertalan Szemere, Ferenc Deák, Pál Esterházy, István Széchenyi, Lázár Mészáros, József Eötvös in Gábor Klauzál. Mesto je kupilo palačo leta 1903. Med rekonstrukcijo leta 1903 so za zidom našli serijo šestih prej neznanih tapiserij, ki prikazujejo legendo Hero in Leander ter o njuni tragični ljubezni. Tapiserije so bile tkane v 1630-ih v Mortlake Tapestry Works blizu Londona.
Po starih madžarskih časopisih so med obema vojnama v njeni Dvorani zrcal prirejali literarna predavanja in avtorske večere. Pri teh dogodkih so sodelovali tudi Zseni Várnai, Aladár Schöpflin, Zsigmond Móricz, Thomas Mann.
Tukaj je kratek čas živel učenjak Paracelsus, na njegov obisk pa je postavljena spominska plošča.
Palača je služila kot začasni sedež predsednika Slovaške, preden je leta 1996 Grassalkovičeva palača postala stalna predsedniška rezidenca.

## Novogradnja
V terezijanskem obdobju Pressburga, ki ga opisujejo kot razcvet mesta, se je takratni ogrski knezoškof in nadškof kardinal Batthyány odločil, da na trgu zgradi novo reprezentativno rezidenco. Na mestu stare »škofove hiše« naj bi nastal sodoben objekt, saj prejšnji objekt ni več ustrezal okusu časa in zahtevam naročnika.
Gradbeno pogodbo je 28. avgusta 1777 podpisal v gradbenih zadevah izkušeni škof Johann Szily s stavbnim mojstrom Melchiorjem Hefelejem iz Tirolske. Slovesna položitev temeljnega kamna je bila 27. junija 1780. Leta 1781 je bila gradnja že končana; cena je bila 400.000 goldinarjev. 7. novembra 1781 je Preßburger Zeitung obširno poročal o zaključku gradbenih del.
Kipi na atiki predstavljajo kreposti, na vrhu timpanona stoji kardinalski klobuk, težak 150 kilogramov. Nad osrednjim oknom piano nobile je plošča iz rdečega marmorja z naslednjim napisom:
CURIA ARCHIEPISCOPALIS.
PECVLIO. CARDINALIS.JOŠEFI.
DE BATTIAN. EXCITATA
Nad tem sta na (zgornjem) pedimentu osrednjega okna dva angela (putto), ki držita črki I in C, začetnici latinskega gesla nadškofa Batthyányja Institia et Clementia.

## Pressburški mir
26. decembra 1805 so Janez I. Jožef Lihtenštajnski, Ignácz Gyulay in Charles-Maurice de Talleyrand v Dvorani zrcal podpisali četrti pressburški mir, s katerim je Avstrija med drugim izgubila Tirolsko in Dalmacijo.
Danes je v palači mestna galerija slik. Posebno pozornost si zasluži šest tapiserij, ki jih je leta 1630 ustvaril Franz Cleyn in prikazujejo Hero in Leandra iz grške mitologije. Leta 1903 je nadškof palačo prodal mestu. Med prenovo so odkrili doslej neznane tapiserije.

## Ogled palače
Primatova palača upravičeno spada med najbolj iskane znamenitosti Bratislave. K temu je nagnjena ne le zaradi lege v samem središču mesta, temveč tudi zaradi izjemno impresivnega videza glavne fasade, ki skoraj v celoti zapolnjuje južno stran istoimenskega trga. Ne nazadnje njeno privlačnost pomnožijo pomembni zgodovinski trenutki, v katerih je palača odigrala svojo vlogo.
Palača je odprta za javnost kot turistična atrakcija. Slavna Dvorana ogledal služi kot lokacija za sestanke bratislavskega mestnega sveta.